# ショーウィンドウ:女王の家
『ショーウィンドウ: 女王の家』（しょーうぃんどう:じょおうのいえ、英: Show Window: The Queen's House、朝: 쇼윈도: 여왕의 집）は、2021年11月29日から2022年1月18日まで、チャンネルAで放送された韓国のテレビドラマ。2022年1月18日の最終回では、チャンネルA史上最高視聴率となる10.335%を記録した。夫の彼女とは知らずに不倫を助長させた女性を軸に描かれるラブサスペンス。

## あらすじ
高級住宅街「タウンハウス」でハン・ソンジュ（ソン・ユナ）とシン・ミョンソプ（イ・ソンジェ）の結婚記念パーティーが催された夜に、シン家で一人の女性の遺体が横たわっていた。円満に思えた夫婦に一体、どのような秘密が隠されていた。会長令嬢として育ったソンジュは完璧な妻、母として家庭を支え、タウンハウスの女王として周りから羨望された。夫のミョンソプはソンジュとの結婚によりソンジュの実家であるファッショングループの専務に就任したが、会社では妻の七光りと噂され、家庭では完璧な夫を求められ、プレッシャーから逃れるように謎の女性ミラ（チョン・ソミン）との不倫に走る。1ヶ月限定の関係だと思っていたミラだったが、次第にソンジュに嫉妬し、素性を隠して接近していく。ソンジュは亡き妹のような存在を求めていたため、妹のようにミラを可愛がる。さらに不倫相手が自分の夫とは知らず、自分の座を奪うように、アドバイスしてしまう。

## キャスト

### 主要人物
ハン・ソンジュ：ソン・ユナ
ファッションブランド「ラヘングループ」の会長令嬢で、現在は専業主婦。
自身がミラに行ったことが思いがけない展開へ巻き起こしてしまう。
シン・ミョンソプ：イ・ソンジェ
ファッションブランド「ラヘングループ」の専務。ソンジュの夫。
ミラとの不倫が自身の家庭を破壊する要因となってしまう。
ユン・ミラ：チョン・ソミン
美術教室講師。ミョンソプの不倫相手。
ミョンソプと不倫していくうちにソンジュの座を狙おうと企む。
ハン・ジョンウォン：チャンソン
ファッションブランド「ラヘングループ」の室長。ソンジュの異母弟。
ミラに想いを寄せる。

### ソンジュの周辺人物
チャ・ヨンフン：キム・スンス
精神科医。ソンジュの友人。
キム・ガンイム：ムン・ヒギョン
ファッションブランド「ラヘングループ」の会長。ソンジュの母。
夫が不倫で自分を捨てたことから愛を信じられなくなった。

## スタッフ
- 演出：カン・ソル、パク・デヒ
- 脚本：ハン・ボギョン、パク・ヘヨン
- 音楽：キム・ジョンチョン
- 編集：キム・スヨン